# F.lux
f.lux는 장소와 낮 시간에 따라 디스플레이의 색온도를 조정하는 크로스 플랫폼 컴퓨터 프로그램이다. 이 프로그램은 밤 시간 동안 안정 피로를 줄이고 수면 패턴 방해를 줄이도록 고안되었다.
개인사용은 무료. 기업 사용은 150달러로 유료이다.

## 호환성
이 프로그램은 마이크로소프트 윈도우, macOS, 리눅스용으로 이용이 가능하다. iOS 장치용으로 이용이 가능하긴 하지만, 장치를 탈옥해야 사용할 수 있다. 애플은 앱 스토어에 해당 애플리케이션을 허용하지 않고 있는데, 이는 제한된 개발자 도구들을 이용하였기 때문이다. 개발자는 깃허브에 Xcode 프로젝트를 호스팅하고 있으며, iOS 9 사용자들이 자신들의 장치에 애플리케이션을 사이드로딩할 수 있게 하고 있지만 애플의 요청에 의해 철회되었다 iOS 9.3의 비슷한 기능을 애플이 발표하면서 개발자는 애플에게 개발자 도구의 제공 및 자신의 애플리케이션을 앱 스토어에 허용해 줄 것으로 요청하였다. 안드로이드용 미리보기 버전을 이용할 수 있다.

## 같이 보기
- 푸르키네 효과